# Unicodeblock Zusätzliche Pfeile-C
Der Unicodeblock Zusätzliche Pfeile-C (engl. Supplemental Arrows-C, U+1F800 bis U+1F8FF) beinhaltet weitere Pfeilsymbole als  Ergänzung zum Unicodeblock Zusätzliche Pfeile-B.

## Liste
Alle Zeichen haben die allgemeine Kategorie „anderes Symbol“ und die bidirektionale Klasse „anderes neutrales Zeichen“.
| Unicodenummer    | Zeichen (400 %) | Offizielle Bezeichnung                                  | Beschreibung                                                         |
| ---------------- | --------------- | ------------------------------------------------------- | -------------------------------------------------------------------- |
| U+1F800 (129024) | 🠀               | LEFTWARDS ARROW WITH SMALL TRIANGLE ARROWHEAD           | Linkszeigender Pfeil mit kleinem Dreieckkopf                         |
| U+1F801 (129025) | 🠁               | UPWARDS ARROW WITH SMALL TRIANGLE ARROWHEAD             | Hinaufzeigender Pfeil mit kleinem Dreieckkopf                        |
| U+1F802 (129026) | 🠂               | RIGHTWARDS ARROW WITH SMALL TRIANGLE ARROWHEAD          | Rechtszeigender Pfeil mit kleinem Dreieckkopf                        |
| U+1F803 (129027) | 🠃               | DOWNWARDS ARROW WITH SMALL TRIANGLE ARROWHEAD           | Hinunterzeigender Pfeil mit kleinem Dreieckkopf                      |
| U+1F804 (129028) | 🠄               | LEFTWARDS ARROW WITH MEDIUM TRIANGLE ARROWHEAD          | Linkszeigender Pfeil mit mittlerem Dreieckkopf                       |
| U+1F805 (129029) | 🠅               | UPWARDS ARROW WITH MEDIUM TRIANGLE ARROWHEAD            | Hinaufzeigender Pfeil mit mittlerem Dreieckkopf                      |
| U+1F806 (129030) | 🠆               | RIGHTWARDS ARROW WITH MEDIUM TRIANGLE ARROWHEAD         | Rechtszeigender Pfeil mit mittlerem Dreieckkopf                      |
| U+1F807 (129031) | 🠇               | DOWNWARDS ARROW WITH MEDIUM TRIANGLE ARROWHEAD          | Hinunterzeigender Pfeil mit mittlerem Dreieckkopf                    |
| U+1F808 (129032) | 🠈               | LEFTWARDS ARROW WITH LARGE TRIANGLE ARROWHEAD           | Linkszeigender Pfeil mit großem Dreieckkopf                          |
| U+1F809 (129033) | 🠉               | UPWARDS ARROW WITH LARGE TRIANGLE ARROWHEAD             | Hinaufzeigender Pfeil mit großem Dreieckkopf                         |
| U+1F80A (129034) | 🠊               | RIGHTWARDS ARROW WITH LARGE TRIANGLE ARROWHEAD          | Rechtszeigender Pfeil mit großem Dreieckkopf                         |
| U+1F80B (129035) | 🠋               | DOWNWARDS ARROW WITH LARGE TRIANGLE ARROWHEAD           | Hinunterzeigender Pfeil mit großem Dreieckkopf                       |
| U+1F810 (129040) | 🠐               | LEFTWARDS ARROW WITH SMALL EQUILATERAL ARROWHEAD        | Linkszeigender Pfeil mit kleinem gleichseitigem Pfeilkopf            |
| U+1F811 (129041) | 🠑               | UPWARDS ARROW WITH SMALL EQUILATERAL ARROWHEAD          | Hinaufzeigender Pfeil mit kleinem gleichseitigem Pfeilkopf           |
| U+1F812 (129042) | 🠒               | RIGHTWARDS ARROW WITH SMALL EQUILATERAL ARROWHEAD       | Rechtszeigender Pfeil mit kleinem gleichseitigem Pfeilkopf           |
| U+1F813 (129043) | 🠓               | DOWNWARDS ARROW WITH SMALL EQUILATERAL ARROWHEAD        | Hinunterzeigender Pfeil mit kleinem gleichseitigem Pfeilkopf         |
| U+1F814 (129044) | 🠔               | LEFTWARDS ARROW WITH EQUILATERAL ARROWHEAD              | Linkszeigender Pfeil mit gleichseitigem Pfeilkopf                    |
| U+1F815 (129045) | 🠕               | UPWARDS ARROW WITH EQUILATERAL ARROWHEAD                | Hinaufzeigender Pfeil mit gleichseitigem Pfeilkopf                   |
| U+1F816 (129046) | 🠖               | RIGHTWARDS ARROW WITH EQUILATERAL ARROWHEAD             | Rechtszeigender Pfeil mit gleichseitigem Pfeilkopf                   |
| U+1F817 (129047) | 🠗               | DOWNWARDS ARROW WITH EQUILATERAL ARROWHEAD              | Hinunterzeigender Pfeil mit gleichseitigem Pfeilkopf                 |
| U+1F818 (129048) | 🠘               | HEAVY LEFTWARDS ARROW WITH EQUILATERAL ARROWHEAD        | Schwerer linkszeigender Pfeil mit gleichseitigem Pfeilkopf           |
| U+1F819 (129049) | 🠙               | HEAVY UPWARDS ARROW WITH EQUILATERAL ARROWHEAD          | Schwerer hinaufzeigender Pfeil mit gleichseitigem Pfeilkopf          |
| U+1F81A (129050) | 🠚               | HEAVY RIGHTWARDS ARROW WITH EQUILATERAL ARROWHEAD       | Schwerer rechtszeigender Pfeil mit gleichseitigem Pfeilkopf          |
| U+1F81B (129051) | 🠛               | HEAVY DOWNWARDS ARROW WITH EQUILATERAL ARROWHEAD        | Schwerer hinunterzeigender Pfeil mit gleichseitigem Pfeilkopf        |
| U+1F81C (129052) | 🠜               | HEAVY LEFTWARDS ARROW WITH LARGE EQUILATERAL ARROWHEAD  | Schwerer linkszeigender Pfeil mit großem gleichseitigem Pfeilkopf    |
| U+1F81D (129053) | 🠝               | HEAVY UPWARDS ARROW WITH LARGE EQUILATERAL ARROWHEAD    | Schwerer hinaufzeigender Pfeil mit großem gleichseitigem Pfeilkopf   |
| U+1F81E (129054) | 🠞               | HEAVY RIGHTWARDS ARROW WITH LARGE EQUILATERAL ARROWHEAD | Schwerer rechtszeigender Pfeil mit großem gleichseitigem Pfeilkopf   |
| U+1F81F (129055) | 🠟               | HEAVY DOWNWARDS ARROW WITH LARGE EQUILATERAL ARROWHEAD  | Schwerer hinunterzeigender Pfeil mit großem gleichseitigem Pfeilkopf |
| U+1F820 (129056) | 🠠               | LEFTWARDS TRIANGLE-HEADED ARROW WITH NARROW SHAFT       | Linkszeigender Dreieckköpfiger Pfeil mit dünnem Schaft               |
| U+1F821 (129057) | 🠡               | UPWARDS TRIANGLE-HEADED ARROW WITH NARROW SHAFT         | Hinaufzeigender Dreieckköpfiger Pfeil mit dünnem Schaft              |
| U+1F822 (129058) | 🠢               | RIGHTWARDS TRIANGLE-HEADED ARROW WITH NARROW SHAFT      | Rechtszeigender Dreieckköpfiger Pfeil mit dünnem Schaft              |
| U+1F823 (129059) | 🠣               | DOWNWARDS TRIANGLE-HEADED ARROW WITH NARROW SHAFT       | Hinunterzeigender Dreieckköpfiger Pfeil mit dünnem Schaft            |
| U+1F824 (129060) | 🠤               | LEFTWARDS TRIANGLE-HEADED ARROW WITH MEDIUM SHAFT       | Linkszeigender Dreieckköpfiger Pfeil mit mitteldickem Schaft         |
| U+1F825 (129061) | 🠥               | UPWARDS TRIANGLE-HEADED ARROW WITH MEDIUM SHAFT         | Hinaufzeigender Dreieckköpfiger Pfeil mit mitteldickem Schaft        |
| U+1F826 (129062) | 🠦               | RIGHTWARDS TRIANGLE-HEADED ARROW WITH MEDIUM SHAFT      | Rechtszeigender Dreieckköpfiger Pfeil mit mitteldickem Schaft        |
| U+1F827 (129063) | 🠧               | DOWNWARDS TRIANGLE-HEADED ARROW WITH MEDIUM SHAFT       | Hinunterzeigender Dreieckköpfiger Pfeil mit mitteldickem Schaft      |
| U+1F828 (129064) | 🠨               | LEFTWARDS TRIANGLE-HEADED ARROW WITH BOLD SHAFT         | Linkszeigender Dreieckköpfiger Pfeil mit fettem Schaft               |
| U+1F829 (129065) | 🠩               | UPWARDS TRIANGLE-HEADED ARROW WITH BOLD SHAFT           | Hinaufzeigender Dreieckköpfiger Pfeil mit fettem Schaft              |
| U+1F82A (129066) | 🠪               | RIGHTWARDS TRIANGLE-HEADED ARROW WITH BOLD SHAFT        | Rechtszeigender Dreieckköpfiger Pfeil mit fettem Schaft              |
| U+1F82B (129067) | 🠫               | DOWNWARDS TRIANGLE-HEADED ARROW WITH BOLD SHAFT         | Hinunterzeigender Dreieckköpfiger Pfeil mit fettem Schaft            |
| U+1F82C (129068) | 🠬               | LEFTWARDS TRIANGLE-HEADED ARROW WITH HEAVY SHAFT        | Linkszeigender Dreieckköpfiger Pfeil mit schwerem Schaft             |
| U+1F82D (129069) | 🠭               | UPWARDS TRIANGLE-HEADED ARROW WITH HEAVY SHAFT          | Hinaufzeigender Dreieckköpfiger Pfeil mit schwerem Schaft            |
| U+1F82E (129070) | 🠮               | RIGHTWARDS TRIANGLE-HEADED ARROW WITH HEAVY SHAFT       | Rechtszeigender Dreieckköpfiger Pfeil mit schwerem Schaft            |
| U+1F82F (129071) | 🠯               | DOWNWARDS TRIANGLE-HEADED ARROW WITH HEAVY SHAFT        | Hinunterzeigender Dreieckköpfiger Pfeil mit schwerem Schaft          |
| U+1F830 (129072) | 🠰               | LEFTWARDS TRIANGLE-HEADED ARROW WITH VERY HEAVY SHAFT   | Linkszeigender Dreieckköpfiger Pfeil mit sehr schwerem Schaft        |
| U+1F831 (129073) | 🠱               | UPWARDS TRIANGLE-HEADED ARROW WITH VERY HEAVY SHAFT     | Hinaufzeigender Dreieckköpfiger Pfeil mit sehr schwerem Schaft       |
| U+1F832 (129074) | 🠲               | RIGHTWARDS TRIANGLE-HEADED ARROW WITH VERY HEAVY SHAFT  | Rechtszeigender Dreieckköpfiger Pfeil mit sehr schwerem Schaft       |
| U+1F833 (129075) | 🠳               | DOWNWARDS TRIANGLE-HEADED ARROW WITH VERY HEAVY SHAFT   | Hinunterzeigender Dreieckköpfiger Pfeil mit sehr schwerem Schaft     |
| U+1F834 (129076) | 🠴               | LEFTWARDS FINGER-POST ARROW                             | Linkszeigender Wegweiser-Pfeil                                       |
| U+1F835 (129077) | 🠵               | UPWARDS FINGER-POST ARROW                               | Hinaufzeigender Wegweiser-Pfeil                                      |
| U+1F836 (129078) | 🠶               | RIGHTWARDS FINGER-POST ARROW                            | Rechtszeigender Wegweiser-Pfeil                                      |
| U+1F837 (129079) | 🠷               | DOWNWARDS FINGER-POST ARROW                             | Hinunterzeigender Wegweiser-Pfeil                                    |
| U+1F838 (129080) | 🠸               | LEFTWARDS SQUARED ARROW                                 | Linkszeigender quadratischer Pfeil                                   |
| U+1F839 (129081) | 🠹               | UPWARDS SQUARED ARROW                                   | Hinaufzeigender quadratischer Pfeil                                  |
| U+1F83A (129082) | 🠺               | RIGHTWARDS SQUARED ARROW                                | Rechtszeigender quadratischer Pfeil                                  |
| U+1F83B (129083) | 🠻               | DOWNWARDS SQUARED ARROW                                 | Hinunterzeigender quadratischer Pfeil                                |
| U+1F83C (129084) | 🠼               | LEFTWARDS COMPRESSED ARROW                              | Linkszeigender gedrängter Pfeil                                      |
| U+1F83D (129085) | 🠽               | UPWARDS COMPRESSED ARROW                                | Hinaufzeigender gedrängter Pfeil                                     |
| U+1F83E (129086) | 🠾               | RIGHTWARDS COMPRESSED ARROW                             | Rechtszeigender gedrängter Pfeil                                     |
| U+1F83F (129087) | 🠿               | DOWNWARDS COMPRESSED ARROW                              | Hinunterzeigender gedrängter Pfeil                                   |
| U+1F840 (129088) | 🡀               | LEFTWARDS HEAVY COMPRESSED ARROW                        | Linkszeigender schwerer gedrängter Pfeil                             |
| U+1F841 (129089) | 🡁               | UPWARDS HEAVY COMPRESSED ARROW                          | Hinaufzeigender schwerer gedrängter Pfeil                            |
| U+1F842 (129090) | 🡂               | RIGHTWARDS HEAVY COMPRESSED ARROW                       | Rechtszeigender schwerer gedrängter Pfeil                            |
| U+1F843 (129091) | 🡃               | DOWNWARDS HEAVY COMPRESSED ARROW                        | Hinunterzeigender schwerer gedrängter Pfeil                          |
| U+1F844 (129092) | 🡄               | LEFTWARDS HEAVY ARROW                                   | Linkszeigender schwerer Pfeil                                        |
| U+1F845 (129093) | 🡅               | UPWARDS HEAVY ARROW                                     | Hinaufzeigender schwerer Pfeil                                       |
| U+1F846 (129094) | 🡆               | RIGHTWARDS HEAVY ARROW                                  | Rechtszeigender schwerer Pfeil                                       |
| U+1F847 (129095) | 🡇               | DOWNWARDS HEAVY ARROW                                   | Hinunterzeigender schwerer Pfeil                                     |
| U+1F850 (129104) | 🡐               | LEFTWARDS SANS-SERIF ARROW                              | Linkszeigender serifenloser Pfeil                                    |
| U+1F851 (129105) | 🡑               | UPWARDS SANS-SERIF ARROW                                | Hinaufzeigender serifenloser Pfeil                                   |
| U+1F852 (129106) | 🡒               | RIGHTWARDS SANS-SERIF ARROW                             | Rechtszeigender serifenloser Pfeil                                   |
| U+1F853 (129107) | 🡓               | DOWNWARDS SANS-SERIF ARROW                              | Hinunterzeigender serifenloser Pfeil                                 |
| U+1F854 (129108) | 🡔               | NORTH WEST SANS-SERIF ARROW                             | Serifenloser Nord-West-Pfeil                                         |
| U+1F855 (129109) | 🡕               | NORTH EAST SANS-SERIF ARROW                             | Serifenloser Nord-Ost-Pfeil                                          |
| U+1F856 (129110) | 🡖               | SOUTH EAST SANS-SERIF ARROW                             | Serifenloser Süd-Ost-Pfeil                                           |
| U+1F857 (129111) | 🡗               | SOUTH WEST SANS-SERIF ARROW                             | Serifenloser Süd-West-Pfeil                                          |
| U+1F858 (129112) | 🡘               | LEFT RIGHT SANS-SERIF ARROW                             | Serifenloser Links-Rechts-Pfeil                                      |
| U+1F859 (129113) | 🡙               | UP DOWN SANS-SERIF ARROW                                | Serifenloser Oben-Unten-Pfeil                                        |
| U+1F860 (129120) | 🡠               | WIDE-HEADED LEFTWARDS LIGHT BARB ARROW                  | Breitköpfiger linkszeigender leichter Hakenpfeil                     |
| U+1F861 (129121) | 🡡               | WIDE-HEADED UPWARDS LIGHT BARB ARROW                    | Breitköpfiger hinaufzeigender leichter Hakenpfeil                    |
| U+1F862 (129122) | 🡢               | WIDE-HEADED RIGHTWARDS LIGHT BARB ARROW                 | Breitköpfiger rechtszeigender leichter Hakenpfeil                    |
| U+1F863 (129123) | 🡣               | WIDE-HEADED DOWNWARDS LIGHT BARB ARROW                  | Breitköpfiger hinunterzeigender leichter Hakenpfeil                  |
| U+1F864 (129124) | 🡤               | WIDE-HEADED NORTH WEST LIGHT BARB ARROW                 | Breitköpfiger leichter Nord-West-Hakenpfeil                          |
| U+1F865 (129125) | 🡥               | WIDE-HEADED NORTH EAST LIGHT BARB ARROW                 | Breitköpfiger leichter Nord-Ost-Hakenpfeil                           |
| U+1F866 (129126) | 🡦               | WIDE-HEADED SOUTH EAST LIGHT BARB ARROW                 | Breitköpfiger leichter Süd-Ost-Hakenpfeil                            |
| U+1F867 (129127) | 🡧               | WIDE-HEADED SOUTH WEST LIGHT BARB ARROW                 | Breitköpfiger leichter Süd-West-Hakenpfeil                           |
| U+1F868 (129128) | 🡨               | WIDE-HEADED LEFTWARDS BARB ARROW                        | Breitköpfiger linkszeigender Hakenpfeil                              |
| U+1F869 (129129) | 🡩               | WIDE-HEADED UPWARDS BARB ARROW                          | Breitköpfiger hinaufzeigender Hakenpfeil                             |
| U+1F86A (129130) | 🡪               | WIDE-HEADED RIGHTWARDS BARB ARROW                       | Breitköpfiger rechtszeigender Hakenpfeil                             |
| U+1F86B (129131) | 🡫               | WIDE-HEADED DOWNWARDS BARB ARROW                        | Breitköpfiger hinunterzeigender Hakenpfeil                           |
| U+1F86C (129132) | 🡬               | WIDE-HEADED NORTH WEST BARB ARROW                       | Breitköpfiger Nord-West-Hakenpfeil                                   |
| U+1F86D (129133) | 🡭               | WIDE-HEADED NORTH EAST BARB ARROW                       | Breitköpfiger Nord-Ost-Hakenpfeil                                    |
| U+1F86E (129134) | 🡮               | WIDE-HEADED SOUTH EAST BARB ARROW                       | Breitköpfiger Süd-Ost-Hakenpfeil                                     |
| U+1F86F (129135) | 🡯               | WIDE-HEADED SOUTH WEST BARB ARROW                       | Breitköpfiger Süd-West-Hakenpfeil                                    |
| U+1F870 (129136) | 🡰               | WIDE-HEADED LEFTWARDS MEDIUM BARB ARROW                 | Breitköpfiger linkszeigender mittlerer Hakenpfeil                    |
| U+1F871 (129137) | 🡱               | WIDE-HEADED UPWARDS MEDIUM BARB ARROW                   | Breitköpfiger hinaufzeigender mittlerer Hakenpfeil                   |
| U+1F872 (129138) | 🡲               | WIDE-HEADED RIGHTWARDS MEDIUM BARB ARROW                | Breitköpfiger rechtszeigender mittlerer Hakenpfeil                   |
| U+1F873 (129139) | 🡳               | WIDE-HEADED DOWNWARDS MEDIUM BARB ARROW                 | Breitköpfiger hinunterzeigender mittlerer Hakenpfeil                 |
| U+1F874 (129140) | 🡴               | WIDE-HEADED NORTH WEST MEDIUM BARB ARROW                | Breitköpfiger mittlerer Nord-West-Hakenpfeil                         |
| U+1F875 (129141) | 🡵               | WIDE-HEADED NORTH EAST MEDIUM BARB ARROW                | Breitköpfiger mittlerer Nord-Ost-Hakenpfeil                          |
| U+1F876 (129142) | 🡶               | WIDE-HEADED SOUTH EAST MEDIUM BARB ARROW                | Breitköpfiger mittlerer Süd-Ost-Hakenpfeil                           |
| U+1F877 (129143) | 🡷               | WIDE-HEADED SOUTH WEST MEDIUM BARB ARROW                | Breitköpfiger mittlerer Süd-West-Hakenpfeil                          |
| U+1F878 (129144) | 🡸               | WIDE-HEADED LEFTWARDS HEAVY BARB ARROW                  | Breitköpfiger linkszeigender schwerer Hakenpfeil                     |
| U+1F879 (129145) | 🡹               | WIDE-HEADED UPWARDS HEAVY BARB ARROW                    | Breitköpfiger hinaufzeigender schwerer Hakenpfeil                    |
| U+1F87A (129146) | 🡺               | WIDE-HEADED RIGHTWARDS HEAVY BARB ARROW                 | Breitköpfiger rechtszeigender schwerer Hakenpfeil                    |
| U+1F87B (129147) | 🡻               | WIDE-HEADED DOWNWARDS HEAVY BARB ARROW                  | Breitköpfiger hinunterzeigender schwerer Hakenpfeil                  |
| U+1F87C (129148) | 🡼               | WIDE-HEADED NORTH WEST HEAVY BARB ARROW                 | Breitköpfiger schwerer Nord-West-Hakenpfeil                          |
| U+1F87D (129149) | 🡽               | WIDE-HEADED NORTH EAST HEAVY BARB ARROW                 | Breitköpfiger schwerer Nord-Ost-Hakenpfeil                           |
| U+1F87E (129150) | 🡾               | WIDE-HEADED SOUTH EAST HEAVY BARB ARROW                 | Breitköpfiger schwerer Süd-Ost-Hakenpfeil                            |
| U+1F87F (129151) | 🡿               | WIDE-HEADED SOUTH WEST HEAVY BARB ARROW                 | Breitköpfiger schwerer Süd-West-Hakenpfeil                           |
| U+1F880 (129152) | 🢀               | WIDE-HEADED LEFTWARDS VERY HEAVY BARB ARROW             | Breitköpfiger linkszeigender sehr schwerer Hakenpfeil                |
| U+1F881 (129153) | 🢁               | WIDE-HEADED UPWARDS VERY HEAVY BARB ARROW               | Breitköpfiger hinaufzeigender sehr schwerer Hakenpfeil               |
| U+1F882 (129154) | 🢂               | WIDE-HEADED RIGHTWARDS VERY HEAVY BARB ARROW            | Breitköpfiger rechtszeigender sehr schwerer Hakenpfeil               |
| U+1F883 (129155) | 🢃               | WIDE-HEADED DOWNWARDS VERY HEAVY BARB ARROW             | Breitköpfiger hinunterzeigender sehr schwerer Hakenpfeil             |
| U+1F884 (129156) | 🢄               | WIDE-HEADED NORTH WEST VERY HEAVY BARB ARROW            | Breitköpfiger sehr schwerer Nord-West-Hakenpfeil                     |
| U+1F885 (129157) | 🢅               | WIDE-HEADED NORTH EAST VERY HEAVY BARB ARROW            | Breitköpfiger sehr schwerer Nord-Ost-Hakenpfeil                      |
| U+1F886 (129158) | 🢆               | WIDE-HEADED SOUTH EAST VERY HEAVY BARB ARROW            | Breitköpfiger sehr schwerer Süd-Ost-Hakenpfeil                       |
| U+1F887 (129159) | 🢇               | WIDE-HEADED SOUTH WEST VERY HEAVY BARB ARROW            | Breitköpfiger sehr schwerer Süd-West-Hakenpfeil                      |
| U+1F890 (129168) | 🢐               | LEFTWARDS TRIANGLE ARROWHEAD                            | Linkszeigender Dreieck-Pfeilkopf                                     |
| U+1F891 (129169) | 🢑               | UPWARDS TRIANGLE ARROWHEAD                              | Hinaufzeigender Dreieck-Pfeilkopf                                    |
| U+1F892 (129170) | 🢒               | RIGHTWARDS TRIANGLE ARROWHEAD                           | Rechtszeigender Dreieck-Pfeilkopf                                    |
| U+1F893 (129171) | 🢓               | DOWNWARDS TRIANGLE ARROWHEAD                            | Hinunterzeigender Dreieck-Pfeilkopf                                  |
| U+1F894 (129172) | 🢔               | LEFTWARDS WHITE ARROW WITHIN TRIANGLE ARROWHEAD         | Linkszeigender weißer Pfeil mit Dreieckkopf                          |
| U+1F895 (129173) | 🢕               | UPWARDS WHITE ARROW WITHIN TRIANGLE ARROWHEAD           | Hinaufzeigender weißer Pfeil mit Dreieckkopf                         |
| U+1F896 (129174) | 🢖               | RIGHTWARDS WHITE ARROW WITHIN TRIANGLE ARROWHEAD        | Rechtszeigender weißer Pfeil mit Dreieckkopf                         |
| U+1F897 (129175) | 🢗               | DOWNWARDS WHITE ARROW WITHIN TRIANGLE ARROWHEAD         | Hinunterzeigender weißer Pfeil mit Dreieckkopf                       |
| U+1F898 (129176) | 🢘               | LEFTWARDS ARROW WITH NOTCHED TAIL                       | Linkszeigender Pfeil mit geteiltem Ende                              |
| U+1F899 (129177) | 🢙               | UPWARDS ARROW WITH NOTCHED TAIL                         | Hinaufzeigender Pfeil mit geteiltem Ende                             |
| U+1F89A (129178) | 🢚               | RIGHTWARDS ARROW WITH NOTCHED TAIL                      | Rechtszeigender Pfeil mit geteiltem Ende                             |
| U+1F89B (129179) | 🢛               | DOWNWARDS ARROW WITH NOTCHED TAIL                       | Hinunterzeigender Pfeil mit geteiltem Ende                           |
| U+1F89C (129180) | 🢜               | HEAVY ARROW SHAFT WIDTH ONE                             | Schwerer Pfeilschaft Breite Eins                                     |
| U+1F89D (129181) | 🢝               | HEAVY ARROW SHAFT WIDTH TWO THIRDS                      | Schwerer Pfeilschaft Breite zwei Drittel                             |
| U+1F89E (129182) | 🢞               | HEAVY ARROW SHAFT WIDTH ONE HALF                        | Schwerer Pfeilschaft Breite einhalb                                  |
| U+1F89F (129183) | 🢟               | HEAVY ARROW SHAFT WIDTH ONE THIRD                       | Schwerer Pfeilschaft Breite ein Drittel                              |
| U+1F8A0 (129184) | 🢠               | LEFTWARDS BOTTOM-SHADED WHITE ARROW                     | Linkszeigender unten schattierter weißer Pfeil                       |
| U+1F8A1 (129185) | 🢡               | RIGHTWARDS BOTTOM SHADED WHITE ARROW                    | Rechtszeigender unten schattierter weißer Pfeil                      |
| U+1F8A2 (129186) | 🢢               | LEFTWARDS TOP SHADED WHITE ARROW                        | Linkszeigender oben schattierter weißer Pfeil                        |
| U+1F8A3 (129187) | 🢣               | RIGHTWARDS TOP SHADED WHITE ARROW                       | Rechtszeigender oben schattierter weißer Pfeil                       |
| U+1F8A4 (129188) | 🢤               | LEFTWARDS LEFT-SHADED WHITE ARROW                       | Linkszeigender linksschattierter weißer Pfeil                        |
| U+1F8A5 (129189) | 🢥               | RIGHTWARDS RIGHT-SHADED WHITE ARROW                     | Rechtszeigender rechtsschattierter weißer Pfeil                      |
| U+1F8A6 (129190) | 🢦               | LEFTWARDS RIGHT-SHADED WHITE ARROW                      | Linkszeigender rechtsschattierter weißer Pfeil                       |
| U+1F8A7 (129191) | 🢧               | RIGHTWARDS LEFT-SHADED WHITE ARROW                      | Rechtszeigender linksschattierter weißer Pfeil                       |
| U+1F8A8 (129192) | 🢨               | LEFTWARDS BACK-TILTED SHADOWED WHITE ARROW              | Linkszeigender zurückgeneigter schattierter weißer Pfeil             |
| U+1F8A9 (129193) | 🢩               | RIGHTWARDS BACK-TILTED SHADOWED WHITE ARROW             | Rechtszeigender zurückgeneigter schattierter weißer Pfeil            |
| U+1F8AA (129194) | 🢪               | LEFTWARDS FRONT-TILTED SHADOWED WHITE ARROW             | Linkszeigender vorgeneigter schattierter weißer Pfeil                |
| U+1F8AB (129195) | 🢫               | RIGHTWARDS FRONT-TILTED SHADOWED WHITE ARROW            | Rechtszeigender vorgeneigter schattierter weißer Pfeil               |
| U+1F8AC (129196) | 🢬               | WHITE ARROW SHAFT WIDTH ONE                             | Weißer Pfeilschaft Breite Eins                                       |
| U+1F8AD (129197) | 🢭               | WHITE ARROW SHAFT WIDTH TWO THIRDS                      | Weißer Pfeilschaft Breite zwei Drittel                               |
| U+1F8B0 (129200) | 🢰               | ARROW POINTING UPWARDS THEN NORTH WEST                  | Erst hinauf und dann nach Nordwest zeigender Pfeil                   |
| U+1F8B1 (129201) | 🢱               | ARROW POINTING RIGHTWARDS THEN CURVING SOUTH WEST       | Erst nach rechts zeigender und dann nach Südwest abbiegender Pfeil   |